# Lee Jin-kwon (Tischtennisspieler)
Lee Jin-kwon, vor allem unter der englischen Transkription Lee Jinkwon bekannt, (koreanisch 이진권; * 3. November 1987 in Seoul) ist ein ehemaliger südkoreanischer Tischtennisspieler. Er wurde 2008 mit der Mannschaft Vize-Weltmeister. Der Koreaner ist Rechtshänder und verwendet als Griff die europäische Shakehand-Schlägerhaltung.

## Werdegang
Bereits in seiner Jugend zählte Lee zu den erfolgreichsten Spielern. Dreimal vertrat er sein Land bei Jugend-Weltmeisterschaften, dabei konnte 2004 und 2005 (mit Han Ji.min) Bronze im Doppel gewinnen, sowie eine Silbermedaille mit der Mannschaft.
2007 konnte er sich durch gute Leistungen auf der Pro Tour für die Grand Finals qualifizieren, wo Lee mit Ryu Seung-min das Viertelfinale im Doppel erreichen konnte. 2008 gewann er nach einer Finalniederlage gegen China mit dem Team die Silbermedaille bei der Weltmeisterschaft. Ab 2009 trat er international seltener in Erscheinung.

## Turnierergebnisse
| Verband | Veranstaltung            | Jahr | Ort               | Land | Einzel     | Doppel        | Mixed         | Team |
| ------- | ------------------------ | ---- | ----------------- | ---- | ---------- | ------------- | ------------- | ---- |
| KOR     | Weltmeisterschaft        | 2009 | Yokohama          | JPN  | letzte 128 | letzte 32     | letzte 16     |      |
| KOR     | Weltmeisterschaft        | 2008 | Guangzhou         | CHN  |            |               |               | 2    |
| KOR     | Weltmeisterschaft        | 2005 | Shanghai          | CHN  | letzte 64  | letzte 32     | letzte 32     |      |
| KOR     | Pro Tour Grand Finals    | 2007 | Peking            | CHN  |            | Viertelfinale |               |      |
| KOR     | Pro Tour                 | 2007 | Kuwait City       | KUW  |            | Gold          |               |      |
| KOR     | Pro Tour                 | 2006 | Taipei            | TPE  |            | Gold          |               |      |
| KOR     | Jugend-Weltmeisterschaft | 2005 | Linz              | AUT  | letzte 16  | Halbfinale    | letzte 16     | 5    |
| KOR     | Jugend-Weltmeisterschaft | 2004 | Kōbe              | JPN  | letzte 16  | Halbfinale    | Viertelfinale | 2    |
| KOR     | Jugend-Weltmeisterschaft | 2003 | Santiago de Chile | CHI  | letzte 16  | letzte 32     | letzte 16     | 3    |